# Отрицание, гнев, принятие
«Отрицание, гнев, принятие» (англ. Denial, Anger, Acceptance) — третий эпизод телесериала канала HBO «Клан Сопрано». Сценарий написал Марк Сарачени, режиссёром стал Ник Гомес, а премьера эпизода состоялась 24 января 1999 года.

## В ролях
- Джеймс Гандольфини — Тони Сопрано
- Лоррейн Бракко — д-р Дженнифер Мелфи
- Эди Фалко — Кармела Сопрано
- Майкл Империоли — Кристофер Молтисанти
- Доминик Кьянезе — Коррадо Сопрано-мл.
- Винсент Пасторе — Пусси Бонпенсьеро
- Стивен Ван Зандт — Сильвио Данте
- Тони Сирико — Поли Галтьери
- Роберт Айлер — Энтони Сопрано-мл. *
- Джейми-Линн Сиглер — Медоу Сопрано
- Нэнси Маршан — Ливия Сопрано

* = указан только

### Приглашённые звёзды
- Майкл Рисполи — Джеки Април-ст.
- Джерри Эдлер — Хеш Рабкин
- Джон Вентимилья — Арти Букко
- Кэтрин Нардуччи — Шармейн Букко
- Нед Айзенберг — Эриел
- Чак Лоу — Шломо

#### Также приглашены
- Эл Сапиенса — Майки Палмичи
- Энтони ДеСандо — Брендан Филоне
- Дреа де Маттео — Адриана
- Шэрон Анджела — Розали Април
- Оксана Лада — Ирина Пельцин
- Мишель ДеСезаре — Хантер Сканджарело
- Сиг Либовиц — Хиллел
- Саша Нестеров — русский
- Бернадетт Пенотти — медсестра
- Слава Шут — русский
- Анджелика Торн — женщина на ужине
- Джозеф Тудиско — водитель грузовика
- Дженнифер Уилтси — мисс Маррис

## Сюжет
Кристофер и Брендан Филоне возвращают украденный грузовик к Comley Trucking, но Джуниора Сопрано это не устраивает. Джуниор и Майки Палмис обсуждают свои варианты решения проблем с двумя молодыми турками и Тони, и Джуниор начинает соглашаться с Майки.
Сильвио Данте приходит к Тони от лица владельца отеля, Шломо Тайттлмана, хасидского еврея, и друга Сильвио Данте. Мужчина соглашается отдать 25% прибыли своего бизнеса Тони, если он сможет заставить его зятя дать согласие на развод без выплаты компенсации. Это объясняется тем, что зять хочет 50% и что правительство положило конец "самоохране" хасидов. Однако, еврейский друг Тони, Хеш Рабкин, предупреждает Тони не связываться с хасидскими евреями. Поли Галтьери и Сильвио пристают к Эриелу, зятю, но им не удаётся убедить его уйти из брака и отеля ни с чем. Во время второй встречи, в которой они похищают его и им не удаётся сломить его после долгого боя, в котором Эриел оказывается умелым в самозащите и не подчинившимся их требованиям, они обращаются за помощью к Тони. Эриел требует, чтобы они убили его, веря, что его убийство принесёт духовный вред семье Тайттлман, а также Поли и Сильвио. Он ссылается на Масаду, место долгой осады между небольшим числом евреев и легионами римских солдат, которая закончилась массовым самоубийством евреев, которые выбрали смерть вместо порабощения. Поли и Сильвио не удаётся сломить его, так что они вызывают Тони, чтобы он помог им. Тони, возмущённый необходимостью быть отозванным от его интрижки, спрашивает Эриела, почему он так упрям по этому поводу, тем более, что большинство мужчин были бы рады избавиться от ноющей жены. Эриел заявляет, что много лет мирился со своим тестем, а также обеспечивал свою жену, оплачивая медицинские счета и отдых в Израиль, и что он не может принять развод без гроша в кармане. Тони тоже не удаётся запугать Эриела, поэтому он вынужден забыть о своей гордости и звонит Хешу поздно вечером, признав, что он отверг совет Хеша не связываться с ними. После приёма предложения Хеша о том, что угроза кастрации хуже смерти, Тони удаётся заставить Эриела согласиться на развод на их условиях. На следующий день, Шломо отказывается отдавать Тони его долю, взамен предлагая наличные деньги, потому что он считает, что он вёл переговоры по поводу решения проблемы путём насилия и угроз, и что он предложил бы Эриелу 15% собственности мотеля. Когда Тони настаивает на первоначальные 25% договорённости, Шломо говорит, что он создал голема; когда Тони спрашивает, что это значит, он называет его Франкенштейном.
На сеансе терапии, Тони обсуждает диагностику рака действующего босса, Джеки Априла-старшего. Доктор Мелфи пытается использовать его в качестве примера, чтобы показать Тони, что он в ловушке негативного мышления. Тони злится и уходит, потому что он думает, что психиатры пытаются манипулировать людьми их чувствами. Команда навещает Джеки в больнице, где о нём заботится его жена, Розали. Тони позже возвращается с танцовщицей, переодетой в медсестру, из Бада Бинга, чтобы устроить Джеки "частную вечеринку". Во время третьего визита, условия Джеки кажутся ухудшенными и он слишком занят своей болезнью, чтобы говорить о бизнесе. Тони обсуждает спад Джеки и оскорбление от Шломо с доктором Мелфи. Она спрашивает его, чувствует ли он себя монстром, т.е., не хватает ли ему чувств.
Кармела проводит аукцион в доме Сопрано, чтобы собрать деньги для детской больницы. Она призывает Шармейн и Арти Букко, чтобы обеспечить событие во время посещения их нового дома. Тони и Арти устраивают братский бой едой после того, как Тони говорит Арти перестать ныть по поводу пожара в его ресторане и начать смотреть в будущее. Кармела оскорбляет Шармейн, обращаясь с ней как со слугой, используя тот же жест рукой, который она использует при вызове её служанки. Позже, чтобы отомстить за оскорбление и постоянные заверения Кармелы о том, что Арти и она снова станут на ноги, Шармейн раскрывает, что она и Тони однажды переспали до того, как они поженились, ещё в начале 1980-х, и что она счастлива выбором, что она вышла замуж за Арти.
Медоу и Хантер истощены. Тесты SAT и репетиция хора приходятся на один и тот же день, и у них недостаточно времени на занятия и учёбу. Они решают, что лучший выход из ситуации, это получить немного дури от Кристофера и Брендана. Кристофер изначально отказывается, опасаясь гнева Тони; однако, Адриана убеждает его, что лучше они получат её от него, а не от уличных дилеров с Джефферсон-авеню. Кристофер соглашается дать её Медоу "только на этот раз", если она никому не расскажет об этом, особенно её отцу.
Джуниор навещает Ливию в Грин Гроув и обсуждает ситуацию с Кристофером и Бренданом. Ливия отмечает, что она и Тони любят Кристофера как сына. Она предлагает, чтобы Джуниор только серьёзно "поговорил" со вспыльчивым племянником Тони, но говорит, что она "не знает" про Брендана. Джуниор хвалит Ливию за её взвешенное принятие решений. Она усмехается, отвечая, что она должна быть "болтливая идиотка" для Тони, что он поместил её в дом престарелых.
"Разговор", проведённый Кристоферу, проявляется в качестве инсценировки казни, устроенной русскими киллерами. Наказанием Брендана оказывается пуля в глазу через стрелка Джуниора, Майки Палмисчи, пока он расслаблялся в ванне. Обе сцены перемешиваются с концертом Медоу, позволяя версии её хора колыбельной "All Through the Night" украсить насилие.

## Впервые появляются
- Розали Април: жена действующего босса, Джеки Эйприла, и подруга Кармелы Сопрано.
- Хиллел Тайттлман: совладелец мотеля Fly Away Motel.

## Умер
- Брендан Филоне: застрелен в глаз Майки Палмичи по приказу дяди Джуниора.

## Название
- Отрицание, гнев и принятие - первая, вторая и пятая стадии, описанные в модели Кюблер-Росс. Эти стадии относятся к людям, страдающим от неизлечимой болезни (такие как Джеки Април); они также применимы к любой форме катастрофических личных потерь, с которыми сталкиваются многие другие герои в этом и других эпизодах.

## Производство
- Это первый эпизод, где Ирину играет Оксана Лада. Её изначально играла Сиберия Федерико в пилотном эпизоде.

## Культурные отсылки
- Тони думает, что картина в приёмной Мелфи, это тест Хоршака, путая тест Роршаха с Арнольдом Хоршаком, персонажем из телесериала «Добро пожаловать назад, Коттер».
- Когда Тони в спальне своей русской любовницы, он замечает картину на её стене и спрашивает, что она видит в ней. Картина, изображающая всплеск в бассейне - имитация Дэвида Хокни. Она говорит, что она напоминает ей "Дэвида Хокни".
- Эриел, хасидский еврей, который сопротивляется запугиваниям и пыткам Сильвио и Тони, упоминает религиозного деятеля Шломо и историческую осаду Масады, где евреи выбирали самоубийство вместо поражения от римлян.

## Музыка
- Песня, играющая по радио в машине Кристофера, после того как он и Брендан возвращают угнанный грузовик - "Gawk" Ethyline.
- Песня, играющая, когда Джуниор и Майки ужинают и обсуждают ситуацию, касающуюся Кристофера и Брендана - "Melodia del Rio" Рубена Гонсалеса.
- Песня, играющая, когда Кристофер доставляет Медоу мет в её комнате - "Turn of the Century" Damon and Naomi.
- Песня, играющая, когда Кармела находится за ужином, посвящённом сбору средств для детской больницы - "Happy Feet" Паоло Конте.
- Песня, играющая, когда Тони встречает Ирину, но его прерывает Сильвио - "Tenderly" Чета Бейкера.
- Песня, играющая в финальных титрах - "Complicated Shadows" Элвиса Костелло.